# IBM Lotus Symphony
IBM Lotus Symphony — бесплатный набор (freeware) офисных приложений для создания, редактирования и коллективного использования текстов, электронных таблиц, презентаций и других документов с закрытым кодом.
IBM Lotus Symphony использует технологии OpenOffice.org и платформу свободной интегрированной среды разработки модульных кроссплатформенных приложений Eclipse, поддерживает стандарты ODF (OpenDocument), ISO 26300.
В 2008 году завоевал звание продукта года в категории Office Productivity Software по версии журнала Datamation Magazine. В числе других претендентов были OpenOffice.org 2.3.1 и ThinkFree Office.
Имеются разнообразные плагины. Реализован экспорт в формат PDF, поддержка VBA (Visual Basic for Application).
С 2013 года разработка не ведётся: IBM переключилась на выпуск интеграционных расширений для основной ветки Apache OpenOffice.

## История
Первоначально выпущенный в июле 1984 года как интеграционное приложение для DOS, возрождено компанией IBM под тем же именем уже в качестве нового офисного пакета, выпущенного в 2007 году.
Lotus Symphony проистекает из другого продукта IBM — Workplace: в 2006 году IBM представила Workplace Managed Client версии 2.6, который содержал «средства производительности» — текстовый процессор, электронные таблицы и программы презентации, с поддержкой ODF.
IBM выпустила пакет Lotus Symphony версии 1.0 в мае 2008 года, доступный для бесплатного скачивания, и представила три дополнительные обновления в 2008 и 2009 годах. В 2010 году выпущена версия 3.0, в неё включён код OpenOffice.org 3.x, содержатся улучшения, такие как новые боковые панели в пользовательский интерфейсе и поддержка Visual Basic для приложений (VBA), поддержка формата OpenDocument 1.2 и технологии OLE. В пакет программ изначально планировалось включить в себя другие существующие модули OpenOffice.org, в том числе редактор формул, программное обеспечение базы данных, и программу для рисования.
В 2009 году IBM сообщила о снижении своих внутрикорпоративных затрат за счёт перехода на эксплуатацию Lotus Symphony: около 400 тыс. пользователей компании мигрировали с Microsoft Office на Lotus Symphony. По состоянию на февраль 2010 года IBM заявляла о 12 млн пользователей пакета.
Через месяц после передачи корпорацией Oracle проекта OpenOffice.org в фонд Apache Software Foundation в июне 2011 года, IBM также решила передать Lotus Symphony в данный фонд. Отмечается, что благодаря передаче прав на Lotus Symphony в фонд удастся ускорить выпуск OpenOffice под лицензией Apache 2.0, так как специалисты IBM провели значительную работу по снятию зависимостей офисного пакета от программного обеспечения, выпущенного по лицензиям GPL и LGPL.
В январе 2012 года представители компании IBM заявили, что версия 3.0.1, скорее всего, будет последней. Компания намерена полностью переключиться на развитие OpenOffice и отказаться от развития собственного офисного пакета.
В новой версии устранено большое число ошибок и недоработок, реализована поддержка пузырьковых диаграмм (bubble chart) и обеспечена возможность работы с защищёнными паролем документами из Microsoft Office 2007. Стало возможным использовать до миллиона строк в таблицах.
В 2013 году IBM сообщила о намерении выпустить Apache OpenOffice IBM Edition после выхода Apache OpenOffice 4, однако впоследствии отказалась от выпуска отдельного продукта в пользу публикации набора расширений для основной ветки OpenOffice, обеспечивающих интеграцию с другими продуктами IBM.

## Системные требования
- Windows: Windows XP SP3, Windows Vista SP2, Windows 7
- Linux: SuSE Linux Enterprise Desktop 11, RedHat Enterprise Linux 5 Update 4, Ubuntu 8.04
- macOS: Macintosh OS X 10.5, Macintosh OS X 10.6.2, только для процессоров Intel

## Lotus Symphony 3
Выпущен 21 октября, 2010. Lotus Symphony 3 Fix Pack 3 содержит исправления для нескольких критических уязвимостей.

### Новые возможности

#### Общие
- поддержка VBA-скриптов
- поддержка стандарта ODF 1.2
- поддержка OLE для Office 2007
- возможность вставки OLE-, аудио- и видео-файлов
- новая галерея clip-art
- возможность создания новых визитных карточек и этикеток, новые файлы шаблонов
- поддержка VML-изображений в файлах OOXML
- поддержка нескольких параметров для защиты файлов электронных таблиц и листов в VBA API
- поддержка аддонов для загрузки словаря проверки орфографии на 22 языках для Windows, пользователи ОС
- лучше графический рендеринг объекта за счёт улучшения сглаживания

#### Редактор документа
- поддержка нативных вложенных таблиц.
- поддержка многостраничного макета.
- поддержка функции автотекст

#### Редактор электронных таблиц
Новые возможности:
- решатель уравнений
- зум листа

### Редактор презентаций
- вывод изображения на несколько мониторов
- больше анимации, графических и текстовых объектов, текстовых эффектов.
- больше макетов страниц.

#### Графики
- новый движок для построения графиков.
- добавлены типы диаграмм: цилиндры, конусы, пирамиды…